# Jean Louis Dussaulx
Pour les articles homonymes, voir Dussaulx.
Jean Louis Dussaulx est un homme politique français né le 8 février 1791 à Morizès (Gironde) et mort le 27 février 1863 à Morizès.

## Biographie
Propriétaire, il est député de la Gironde de 1838 à 1839, siégeant dans la majorité soutenant les gouvernements de la Monarchie de Juillet.

### Sources
- « Jean Louis Dussaulx », dans Adolphe Robert et Gaston Cougny, Dictionnaire des parlementaires français, Edgar Bourloton, 1889-1891 [détail de l’édition]